# John Blom
Johan (John) Vilhelm Blom, född 27 juli 1885 i Maria Magdalena församling, Stockholm, död 10 juni 1953 på Höstsol i Täby, var en svensk skådespelare.
John Blom gravsattes i Gustav Vasa kyrkas kolumbarium vid Odenplan i Stockholm.

## Filmografi
- 1911 – Stockholmsdamernas älskling
- 1912 – Fadren

## Teater

### Roller (ej komplett)
| År   | Roll           | Produktion                                                                  | Regi           | Teater                          |
| ---- | -------------- | --------------------------------------------------------------------------- | -------------- | ------------------------------- |
| 1907 | Sandfeldt      | Garfvar-Olle Harald Leipziger                                               |                | Alfred Lundbergs sällskap       |
| 1907 | John           | Friaren från Värmland Johan Jolin                                           |                | Alfred Lundbergs sällskap       |
| 1907 | Pennström      | Är det roligt att vara teaterdirektör? eller Man kan bli galen för mindre   |                | Carl H Engströms teatersällskap |
| 1907 | Califourchon   | Den svaga sidan (Le corde sensible) Clairville och Lambert Thiboust         |                | Carl H Engströms teatersällskap |
| 1907 | Pont-aux-choux | En bengalisk tiger (Un tigre du Bengale) Edouard Brisebarre och Marc-Michel |                | Carl H Engströms teatersällskap |
| 1907 | Riff           | Din nästas hustru (Des nächsten Hausfrau) Julius Rosen                      |                | Carl H Engströms teatersällskap |
| 1908 | Rincon         | Allt för fosterlandet (Patrie!) Victorien Sardou                            |                | Alfred Lundbergs sällskap       |
| 1908 | Pierre         | Syrsan (Die Grille) Charlotte Birch-Pfeiffer                                |                | Alfred Lundbergs sällskap       |
| 1911 |                | Ljusets riddarvakt Ture Nerman                                              |                | Folkteatern                     |
| 1914 |                | Herr Dardanell och hans upptåg på landet August Blanche                     |                | Folkteatern                     |
| 1914 |                | Diamantstölden Otto Witt                                                    |                | Folkteatern                     |
| 1915 | Snow, detektiv | Silverasken John Galsworthy                                                 |                | Folkteatern                     |
| 1915 |                | Kring kvinnan                                                               |                | Folkteatern                     |
| 1915 |                | Kvarnen vid storgården Paul Hallström                                       |                | Folkteatern                     |
| 1915 |                | Tattar-Ingrid Algot Sandberg                                                | Algot Sandberg | Folkteatern                     |
| 1915 |                | I mobiliseringstider Gustav von Moser                                       |                | Folkteatern                     |
| 1915 |                | Hattmakarens bal Selfrid Kinmanson                                          |                | Folkteatern                     |
| 1916 |                | Frun av stånd och frun i ståndet Frans Hedberg                              |                | Folkteatern                     |

### Fotnoter
1. ↑  ”John Blom”. Svensk Filmdatabas. http://sfi.se/sv/svensk-filmdatabas/Item/?type=PERSON&itemid=57449&ref=%2ftemplates%2fSwedishFilmSearchResult.aspx%3fid%3d1225%26epslanguage%3dsv%26searchword%3dJohn+Blom%26type%3dPerson%26match%3dBegin%26page%3d1%26prom%3dFalse. Läst 17 oktober 2012.
2. ↑  ”Blom, John Vilhelm”. SvenskaGravar.se. https://www.svenskagravar.se/search?query=John+Blom+1953+&parishId=&cemeteryId=&graveNumber=&birthDate=&deathDate=&burialDate=. Läst 4 mars 2024.
3. ↑  K.R. (8 oktober 1907). ”Luleå Teater”. Norrskensflamman:  s. 2. Arkiverad från originalet den 22 september 2020. https://web.archive.org/web/20200922234728/https://tidningar.kb.se/4112758/1907-10-08/edition/146538/part/1/page/2/. Läst 15 april 2020.
4. ↑  ”Teater, konst, litteratur”. Dagens Nyheter:  s. 6. 25 augusti 1911. http://arkivet.dn.se/arkivet/tidning/1911-08-25/14831/6. Läst 2 augusti 2015.
5. ↑  ”Teater, konst, litteratur”. Dagens Nyheter:  s. 4. 28 augusti 1914. http://arkivet.dn.se/arkivet/tidning/1914-08-28/15900/4. Läst 15 juli 2015.
6. ↑  ”Teater, konst, litteratur”. Dagens Nyheter:  s. 8. 6 november 1914. https://arkivet.dn.se/tidning/1914-11-06/15970/8. Läst 25 december 2020.
7. ↑  ”Teater, konst, litteratur”. Dagens Nyheter:  s. 6. 14 april 1915. http://arkivet.dn.se/arkivet/tidning/1915-04-14/99a/6. Läst 15 juli 2015.
8. ↑  ”Folkteatern”. Dagens Nyheter:  s. 6. 6 maj 1915. https://arkivet.dn.se/sok/?searchTerm=&fromPublicationDate=1915-05-06&toPublicationDate=1915-05-06. Läst 15 juli 2015.
9. ↑  ”Teater, konst, litteratur”. Dagens Nyheter:  s. 8. 27 augusti 1915. https://arkivet.dn.se/tidning/1915-08-27/231A/8. Läst 25 december 2020.
10. ↑  ”Teater, konst, litteratur”. Dagens Nyheter:  s. 9. 8 oktober 1915. http://arkivet.dn.se/arkivet/tidning/1915-10-08/273A/9. Läst 15 juli 2015.
11. ↑  ”Folkteatern”. Dagens Nyheter:  s. 8. 22 oktober 1915. http://arkivet.dn.se/arkivet/tidning/1915-10-22/287A/8. Läst 15 juli 2015.
12. ↑  ”Teater, konst, litteratur”. Dagens Nyheter:  s. 8. 4 november 1915. https://arkivet.dn.se/tidning/1915-11-04/300A/8. Läst 25 december 2020.
13. ↑  ”Teater, konst, litteratur”. Dagens Nyheter:  s. 6. 5 april 1916. https://arkivet.dn.se/tidning/1916-04-05/93/6. Läst 25 december 2020.